# Multivers
|  | Per a altres significats, vegeu «Multivers (DC Comics)». |

El multivers és un conjunt hipotètic de múltiples universos més o menys independents i que inclouria el nostre. De vegades, els diferents universos del multivers reben el nom d'universos paral·lels. El desenvolupament de la física quàntica i la recerca d'una teoria unificada (teoria quàntica de la gravetat), juntament amb el desenvolupament de la teoria de cordes, han fet entreveure la possibilitat de l'existència de múltiples dimensions i diversos universos. L'estructura del multivers, la natura de cada univers i les relacions entre els diferents components, depèn de la hipòtesi de multivers considerada.

## Classificació dels multiversos

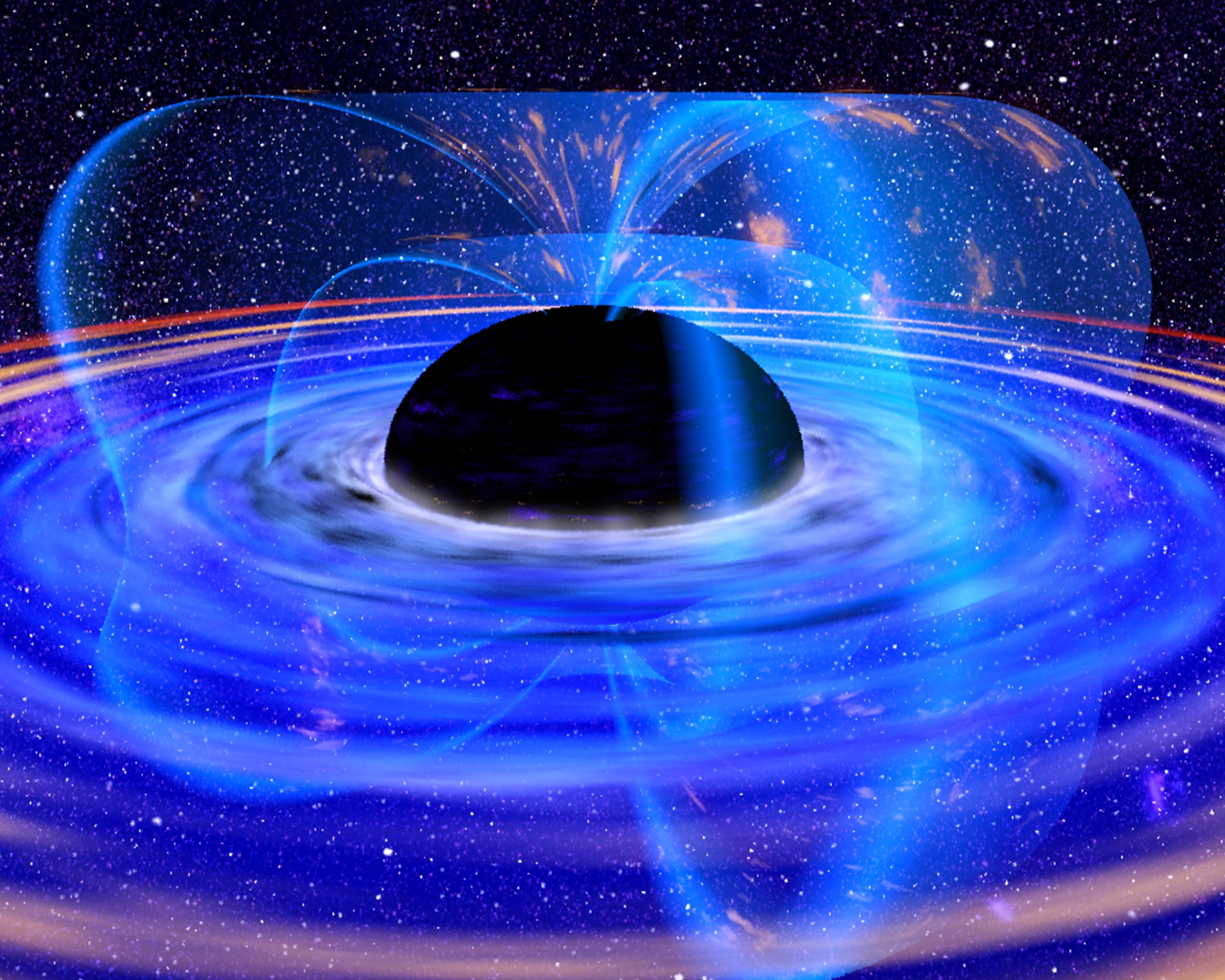
Visió artística d'un forat negre amb disc d'acreció

Una de les classificacions dels multiversos considerats possibles en física va ser elaborada per Max Tegmark.

### Universos bessons
En un nivell I, estarien aquells universos amb les mateixes condicions físiques que les que té l'univers habitat pels humans. Segons la teoria de l'expansió eterna, es va creant perpètuament més espai a l'univers, fet que permetria la creació de nous universos a partir de condicions similars a les del big-bang conegut (que suposen un univers pla final després de l'acceleració expansiva detectada per la radiació còsmica de fons).

### Universos divergents
Un nivell II suposa que els nous universos generats en bombolles d'espai no han de ser necessàriament com el conegut, i que poden respondre a lleis físiques absolutament diferents, fins i tot amb dimensions diferents, tal com preveu la teoria de cordes. Aquesta teoria permetria explicar per què es donen exactament les condicions per a la vida en l'univers observat: seria només una de les possibilitats; en altres mons, no hi hauria vida o aquesta seria ben diferent a l'actual.

### Universos múltiples
En aquest nivell III, se situen la majoria d'explicacions de la gravetat quàntica.

### Universos matemàtics
El darrer nivell, o nivell IV dels multiversos, afirma que existeixen tants universos com possibles models de matemàtiques es puguin crear per descriure'ls, ja que l'existència física no n'està provada i no es podran observar mons que surtin dels sentits humans i, per tant, mai no es podran falsar experimentalment.